# Tamás Varga (water-polo)
Pour les articles homonymes, voir Tamás Varga.
Tamás Varga, né le 14 juillet 1975 à Szolnok, est un joueur de water-polo hongrois. 
Joueur de l'équipe de Hongrie de water-polo masculin, il est champion olympique aux Jeux olympiques d'été de 2004  et aux Jeux olympiques d'été de 2008. Il est sacré champion du monde en 2003.